# Tsuruko Yamazaki
Pour les articles homonymes, voir Yamazaki.
Tsuruko Yamazaki (山崎つる子, Yamazaki Tsuruko), née en 1925 à Ashiya (préfecture de Hyōgo) et morte le 12 juin 2019, est une artiste peintre japonaise.
En 1946, elle rencontre Jirō Yoshihara dans un atelier d'art dans la ville d'Ashiya. En 1948, elle est diplômée de la Kobayashi Seishin Women's Academy. En 1954, elle participe à la formation de la Gutai Art Association dans laquelle elle reste jusqu'à sa dissolution en 1972. En 1975, elle participe à l'Union des artistes formée par l'appel de Masunobu Yoshimura.
Tsuruko Yamazaki est connue pour ses peintures abstraites colorées basées sur des rayures, des œuvres utilisant du fer blanc et des supports transparents, et la forme de « rouge » que le public peut voir lors de l'exposition d'art en plein air Gutai (1956).
Elle meurt d'une pneumonie le 12 juin 2019.